# 高豊村
高豊村（たかとよむら）は、愛知県渥美郡にあった村である。現在の豊橋市南西部に該当する。
渥美半島の村であり、太平洋（遠州灘）に面する。村名は、高根村と豊南村から一文字ずつ取った合成地名である。

## 沿革
- 江戸時代末期、この地域は天領、旗本領、寺社領などであった。
- 1878年（明治11年）
  - 上細谷村、下細谷村、小島村、小松原村、寺沢村、西七根村、東七根村が合併し、五並村となる。
  - 城下村、高塚村、赤沢村、万場新田、西伊古部村、東伊古部村が合併し、豊南村となる。
- 1884年（明治17年）
  - 五並村が上細谷村、下細谷村、小島村、小松原村、寺沢村、七根村（旧・西七根村、東七根村）に分立する。
  - 豊南村から高塚村（旧・城下村、高塚村）と伊古部村（旧・西伊古部村、東伊古部村）が分立する。
- 1889年（明治22年）10月1日
  - 高塚村と七根村が合併し、高根村となる。
  - 豊南村と伊古部村が合併し、豊南村となる。
- 1906年（明治39年）8月31日 - 高根村と豊南村が合併し、高豊村となる。
- 1955年（昭和30年）3月1日 - 豊橋市に編入される。

## 学校
- 高豊村立高根小学校（現・豊橋市立高根小学校）
- 高豊村立豊南小学校（現・豊橋市立豊南小学校）
- 高豊村立高豊中学校（現・豊橋市立高豊中学校）
- 愛知県立時習館高等学校高豊分校（現・愛知県立豊橋南高等学校）

## 神社・仏閣
- 八柱神社
- 御厨神社
- 東光寺
- 大円寺